# Bűnpártolás
A bűnpártolás a  bűnkapcsolati bűncselekmények egyike. Bűnpártolás alapbűncselekmény nélkül nem létezhet. A bűnkapcsolatok  konkrét formáit a Btk. Különös Része sui generis bűncselekményként rendeli büntetni.
A bűnpártolás lényege az, hogy aki anélkül, hogy a bűncselekmény elkövetőjével az elkövetés előtt megegyezett volna, segítséget nyújt annak a hatóság üldözése  elől való meneküléséhez,  meghiúsítani törekszik a büntetőeljárás sikerét, továbbá közreműködik a bűncselekményből származó előny biztosításában – bűncselekményt (vétséget) követ el.
A bűnpártolói tevékenység kifejtésére csak az alapbűncselekmény abbahagyása után kerülhet sor. Az elkövetési magatartásokat a bűnpártoló úgy tanúsítja, hogy erre irányuló megegyezés, az alapbűncselekmény elkövetőjével az elkövetés előtt nem volt.

## A szabályozás története Magyarországon
Az 1843. évi büntetőjogi törvényjavaslat szerzői a bűnpártolást a részesség egyik sajátos alakzataként kívánták szabályozni, majd Mittermaier hatására sui generis deliktumként jelenítették meg. A Csemegi-kódex XXX. Fejezete a vagyon elleni bűncselekmények között -  az orgazdaságra vonatkozó előírások megfogalmazását követően - megadta a bűnpártolás törvényi meghatározását is.  Ugyanakkor a Csemegi-kódex már megkülönböztette a személyi (374. §) és a tárgyi (375. §) bűnpártolást, illetve külön szabályozta a hivatali bűnpártolást (478. §). Ezt a rendszert a szakirodalom duális szabályozásnak nevezi.
Ezt a rendszert a Btá., majd a Büntető törvénykönyvről szóló  1961. évi V. törvény is fenntartotta.
Jelentős változást hozott az 1978. évi IV. törvénnyel megállapított Btk., ugyanis megszüntette a duális szabályozást: a hivatali bűnpártolást a Btk. a bűnpártolás minősített esetévé tette [244. (3) bek. b) pont]. A korábbi Btk.-t kiegészítette az 1994. évi IX. törvény a pénzmosás törvényi tényállásával (303. §).

## A hatályos szabályozás
A bűnpártolás törvényi tényállását a 2012. évi C. törvény (Btk.) 282. §-a határozza meg.
Aki anélkül, hogy a bűncselekmény elkövetőjével az elkövetés előtt megegyezett volna,
- a) segítséget nyújt ahhoz, hogy az elkövető a hatóság üldözése elől meneküljön,
- b) a büntetőeljárás sikerét meghiúsítani törekszik, vagy
- c) közreműködik a bűncselekményből származó előny biztosításában,

vétség miatt 2 évig terjedő szabadságvesztéssel büntetendő.
A büntetés bűntett miatt 3 évig terjedő szabadságvesztés, ha a bűnpártolást haszonszerzés végett követik el.
A büntetés 1-től 5 évig terjedő szabadságvesztés, ha a bűnpártolást
- a) a XIII., a XIV. vagy a XXIV. Fejezetben meghatározott bűncselekménnyel [kivéve az állam elleni bűncselekmény feljelentésének elmulasztása [263. § (1) bekezdés],
- b) emberöléssel [160. § (1)-(3) és (5) bekezdés], emberrablással [190. § (1)-(4) bekezdés], emberkereskedelemmel [192. § (1)-(6) bekezdés], terrorcselekménnyel [314. § (1)-(2) bekezdés], terrorizmus finanszírozásával [318. § (1)-(2) bekezdés], jármű hatalomba kerítésével [320. § (1)-(2) bekezdés],
- c) az a)-b) pontokban fel nem sorolt, életfogytig tartó szabadságvesztéssel is büntethető bűncselekménnyel kapcsolatban követik el, vagy
- d) hivatalos, külföldi hivatalos személy hivatali eljárása során, hivatali kötelessége megszegésével vagy közfeladatot ellátó személy eljárása során követi el.[5]

A (2) bekezdést és a (3) bekezdés d) pontját kivéve nem büntethető, aki az (1) bekezdés a) pontjában meghatározott bűnpártolást hozzátartozója érdekében követi el.

## Minősített esetei
A bűnpártolás minősített eseteként felsorolt bűncselekményeket a törvény három pontba rendezi. Az első pontba kerülnek azok a súlyosabb bűncselekmények, amelyek esetében elegendő a Btk. Különös Részének egyes fejezeteire utalni, míg a második pontban az egyes fejezetekben meghatározott súlyosabb bűncselekmények, a harmadik pontban minden olyan bűncselekmény meghatározásra került, amelyek a felsoroltakon kívül életfogytig tartó szabadságvesztéssel is büntethetőek.

## Az elkövetési magatartások

### A személyi bűnpártolás
A személyi bűnpártolás elkövetője az által valósítja meg a szóban forgó bűncselekményt, hogy az alapbűncselekmény tettesének, részesének segítséget nyújt ahhoz, hogy a hatóság üldözése ellen meneküljön, a felelősségre vonást elkerülje, valamint a büntetőeljárás meghiúsítására törekvés körbe tartozik, minden olyan magatartás, amelyik objektíve alkalmas az eljárás sikerének a meghiúsítására, a tényállás felderítésének a megakadályozására. A tényállás megvalósulásához nem szükséges, hogy az elkövető magatartása eredménnyel járjon.

### A tárgyi bűnpártolás
A tárgyi bűnpártolás lényege, a bűncselekmény elkövetéséből származó előny biztosítása céljából történő közreműködés. Előnyön olyan változást, helyzetet kell érteni, amely az alapcselekmény elkövetésének következményeként jön létre, és az elkövető számára kedvezőbb, mint a cselekmény elkövetése előtt volt.

## A tettes
A bűnpártolás alanya tettesként bárki lehet, kivéve az alapbűncselekmény tettesét, vagy részesét.

## Szándékosság
A bűnpártolás csak szándékosan követhető el, az (1) bekezdés a) és c) pontjában foglaltaknál az eshetőleges szándék is elegendő.

## Bírósági joggyakorlat
- Legfelsőbb Bíróság 2211/2010. számú büntető elvi határozata
- "A bűncselekmény elkövetőjével való puszta kapcsolattartás, amennyiben az nem jár együtt az elkövető tartózkodási helyének, kapcsolatrendszerének leplezésével, bűnpártolást nem valósít meg ". (1978. évi IV. tv. 244. § (1) bek. b) pont)[7]
- Kúria 10/2014. számú büntető elvi határozata
- I.  A bűnpártolással halmazatban lőfegyverrel és lőszerrel visszaélés bűntette nem állapítható meg, ha a büntetőeljárás sikerének meghiúsítására törekedve a bűnpártoló az alapbűncselekmény eszközéül szolgáló lőfegyvert és lőszert a tartós birtoklás szándéka nélkül veszi magához, és amint azt teheti, a birtoklásával felhagy.
- II. Ha azonban a lőfegyver és lőszer bűnpártolást megvalósító megszerzését annak tartós birtoklása követi – függetlenül attól, hogy az erre vonatkozó szándék a megszerzéskor már fennállt vagy azután ébredt – a lőfegyverrel és lőszerrel visszaélés – a tartás elkövetési magatartással – a bűnpártolással valóságos anyagi halmazatként valósul meg [1978. évi IV. tv. 244. § (1) bek. b) pont, 263/A. § (1) bek. a) pont].[8]